# Välkommen till förorten
Välkommen till förorten är ett musikalbum av gruppen The Latin Kings, utgivet 1994, producerar av TLK och Gordon Cyrus, och inspelat och mixat av Gordon Cyrus i Soundtrade Studios (studio 4). Skivan rankades av Sonic Magazine i juni 2013 som det 6:e bästa svenska albumet någonsin.
Albumet spelades även in i spanskspråkig version, som Bienvenido A Mi Barrio, och utgavs då 1995.

## Spår

### Välkommen till förorten
1. Intro: DJ Tony (Cole)
2. Kompisar från förr  gäst: Daddy Boastin och Leslie Coard
3. Mecka  gäst: Leaf Nuts och Desmond Foster
4. De e slut
5. De e dej ja vill ha
6. Grisen
7. Kriminell Idit
8. Salsakungen  gäst: René Martinez (Mambo Kings)
9. 30 sekunder
10. Halva inne  gäst: Godde
11. Inte samma lika
12. Snubben  gäst: Daddy Boastin
13. Fint väder
14. Chilly White "Beatdown"
15. Don Corleone  gäst: Jon Rekdal
16. Vem e maffia
17. Gussen  gäst: Desmond Foster
18. Välkommen till förorten
19. Krossa rasismen
20. Grisen (transform)
21. Idiot Idiiter
22. Jag tar sönder dej  gäst: George Bravo

### Bienvenido A Mi Barrio
1. Intro (2.05)
2. Latinos somo (4.09)
3. Amigos del pasado (4.29)
4. Armando (4.05)
5. Ati te quiro mas (3.53)
6. LRL en vivo (0.27)
7. El criminal (2.48)
8. Cerdo (0.04)
9. Al pinocho (3.53)
10. LRL en vivo (0.41)
11. Bienvenido ami barrio (3.31)
12. Don Corleone (0.38)
13. Quin ed gangsters (3.19)
14. El loco (5.05)
15. Cerdo (transform) (0.06)
16. Te destroso (0.56)
17. LRL en vivo (3.24)

## Listplaceringar
| Lista (1994) | Topplacering |
| ------------ | ------------ |
| Sverige      | 9            |

### Fotnoter
1. ↑  Sonic #69, sommaren 2013
2. ↑  ”Välkommen till förorten”. 26 februari 1994. http://hitparad.se/showitem.asp?interpret=The+Latin+Kings&titel=V%E4lkommen+till+f%F6rorten&cat=a. Läst 23 maj 2011.